# فلاویو پارنتی
فلاویو پارنتی (ایتالیایی: Flavio Parenti؛ زادهٔ ۱۹ مهٔ ۱۹۷۹) بازیگر و کارگردان فیلم اهل ایتالیا است.
از فیلم‌ها یا مجموعه‌های تلویزیونی که وی در آن‌ها نقش داشته است، می‌توان به تقدیم به رم با عشق و با من از عشق بگو اشاره نمود.